# Österreichischer Bauherrenpreis 1993
Mit dem Österreichischen Bauherrenpreis der Zentralvereinigung der Architekten Österreichs wurden im Jahr 1993 die folgenden Projekte ausgezeichnet:
| Realisierung                                  | Bauherr                                                                   | Planer                                                 |
| --------------------------------------------- | ------------------------------------------------------------------------- | ------------------------------------------------------ |
| Wohnhaus Frauenfelderstraße in Wien           | ÖBV mit Gen. Dir. Johann Hauf                                             | henke und schreieck (Dieter Henke und Marta Schreieck) |
| Wohnanlage Casa Nostra Eichholzerweg in Graz  | Interessengemeinschaft Casa Nostra                                        | F. Riegler / R. Riewe                                  |
| Schule in Warth in Vorarlberg                 | Gemeinde Warth mit Altbürgermeister M. Hopfner und Bürgermeister G. Fritz | Roland Gnaiger                                         |
| EVN-Kommunikationszentrum in Maria Enzersdorf | EVN AG mit Gen. Dir. Rudolf Gruber                                        | Gustav Peichl                                          |